# آرتور سینینگ
آرتور سینینگ (انگلیسی: Arthur Sinning; ۱ ژانویهٔ ۱۹۰۲ – ۱ ژانویهٔ ۱۹۸۵) بازیکن فوتبال اهل بریتانیا بود.
از باشگاه‌هایی که در آن بازی کرده‌است می‌توان به باشگاه فوتبال تاتنهام هاتسپر اشاره کرد.